# Manfred Wakolbinger

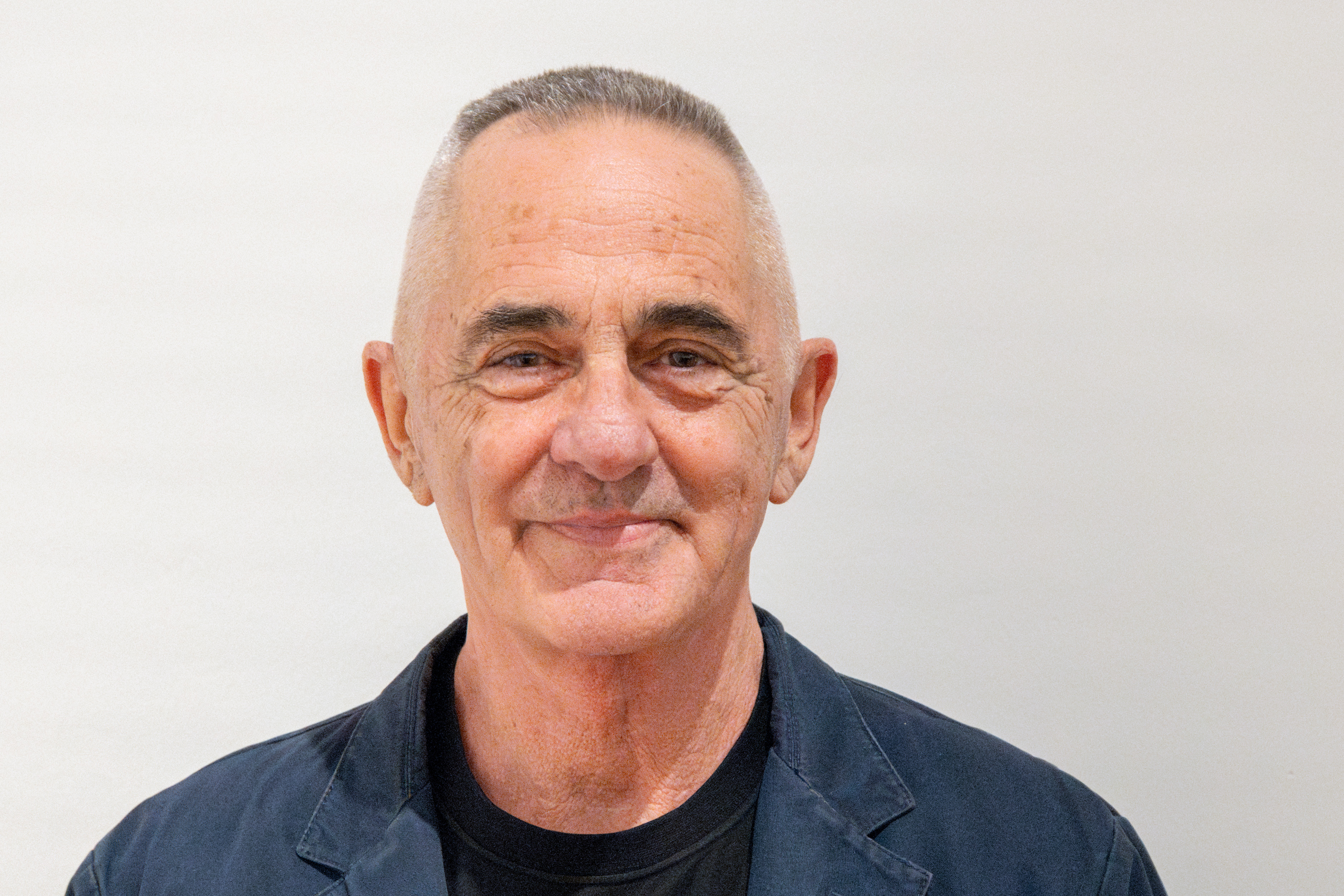
Manfred Wakolbinger (2025)

Manfred Wakolbinger (* 6. November 1952 in Mitterkirchen im Machland, Oberösterreich) ist ein österreichischer bildender Künstler. Ab 1964 lebte er in Perg. Er wohnt und arbeitet in Wien und Münchendorf.

## Leben
Wakolbinger besuchte die Fachschule für Metallbearbeitung und Werkzeugbau in Steyr und ist gelernter Werkzeugbauer. Nach dem Abschluss 1972 war er als Industriemonteur in Berlin tätig. 1975 zog er nach Wien. Hier begann er mit seiner späteren Ehefrau Anna Heindl (Heirat 1979) Schmuckentwürfe zu fertigen. Zugleich besuchte er Seminare bei Bazon Brock an der Hochschule für angewandte Kunst.
1980 begann er als Autodidakt mit der Arbeit an Skulpturen. Ab 1989 schuf er Fotoarbeiten, ab 1995 beschäftigte er sich auch mit Unterwasserfotografie. 1992 erhielt er den Preis der Stadt Wien für Bildende Kunst. 1993 gestaltete Wakolbinger die Schausammlung für Design und Architektur im MAK Wien.
Seine Werke wurden unter anderem im Museum Küppersmühle (2006), dem MAK Wien (2003) und dem Lentos Kunstmuseum Linz (1999) ausgestellt. Einzelausstellung 1997 im 20erHaus (Museum Moderner Kunst, Wien) und zahlreiche Arbeiten im öffentlichen Raum (Wien, Krems-Stein, Linz, Graz 2003, Salzburg).

## Werke
- Three Steale With Differen Head Parts, Wien, Otto Probst Straße 5 (1992)
- Ohne Titel, Berufsschule 6, Linz, Ferihumerstraße 28 (1997)
- Ohne Titel, Eingangshalle Firmengebäude CBS-Leasing, Wien (1997)
- Ohne Titel, Architekturbüro Delugan Meissl (1998)
- Ohne Titel, Ecke Hasnerstraße 124 b/Paltaufgasse, VAMED (1999)
- Ohne Titel, Klosterneuburg, privat (2004)
- Milos 1, Münchendorf, privat (2004)
- Ohne Titel, Karlingberg, privat (2004)
- Transformator, Linz, Bahnhofplatz 1, Landesdienstleistungszentrum (2005)
- Connection, Salzburg, Rudolfskai Nähe Mozartplatz (2006)
- Traveller Receiver, St. Pölten, Radioplatz 1 (2006)
- Ohne Titel, Krem-Stein, Minoritenplatz (2009)
- Rendez-Vous, Leobersdorf, Lise-Prokop-Platz 1 (2009)
- Bench and Gate, St. Pölten, Hypoplatz 1 (2012)
- Cloud, Wiener Neustadt, Bundesgymnasium Zehnergasse 15 (2014)
- Giardin, Skulpturenpark Graz, Thalerhofstraße 85 (2014)
- Österreichischer Pflege- und Betreuungspreis Luise[2]
- Voyage und Circulation, Landesklinikum Neunkirchen, Eingangsbereich (2015)
- Chat 2015, Palais Rasumofski, Wien (2015)
- Stampede, Skulpturenpark des Museum Liaunig, Neuhas/Suha (2016)
- Circulation - Skulpturen im Skulpturengarten der Summerstage, Wien (2017)
- Skulpturenweg beim Schweizergarten, Belvedere 21, Wien (2018)
- Art Salzburg, Skulpturengarten Dietrichshof, Salzburg (2018)
- Skulptur M, Kreisverkehr, Münchendorf (2019)
- Gestaltung der Schriftbänder an den beiden Glocken der Perger Kalvarienbergkirche (2020)
- Skulptur Sitdown, Sozialzentrum Cape 10, Wien (2021)[3]

## Ausstellungen

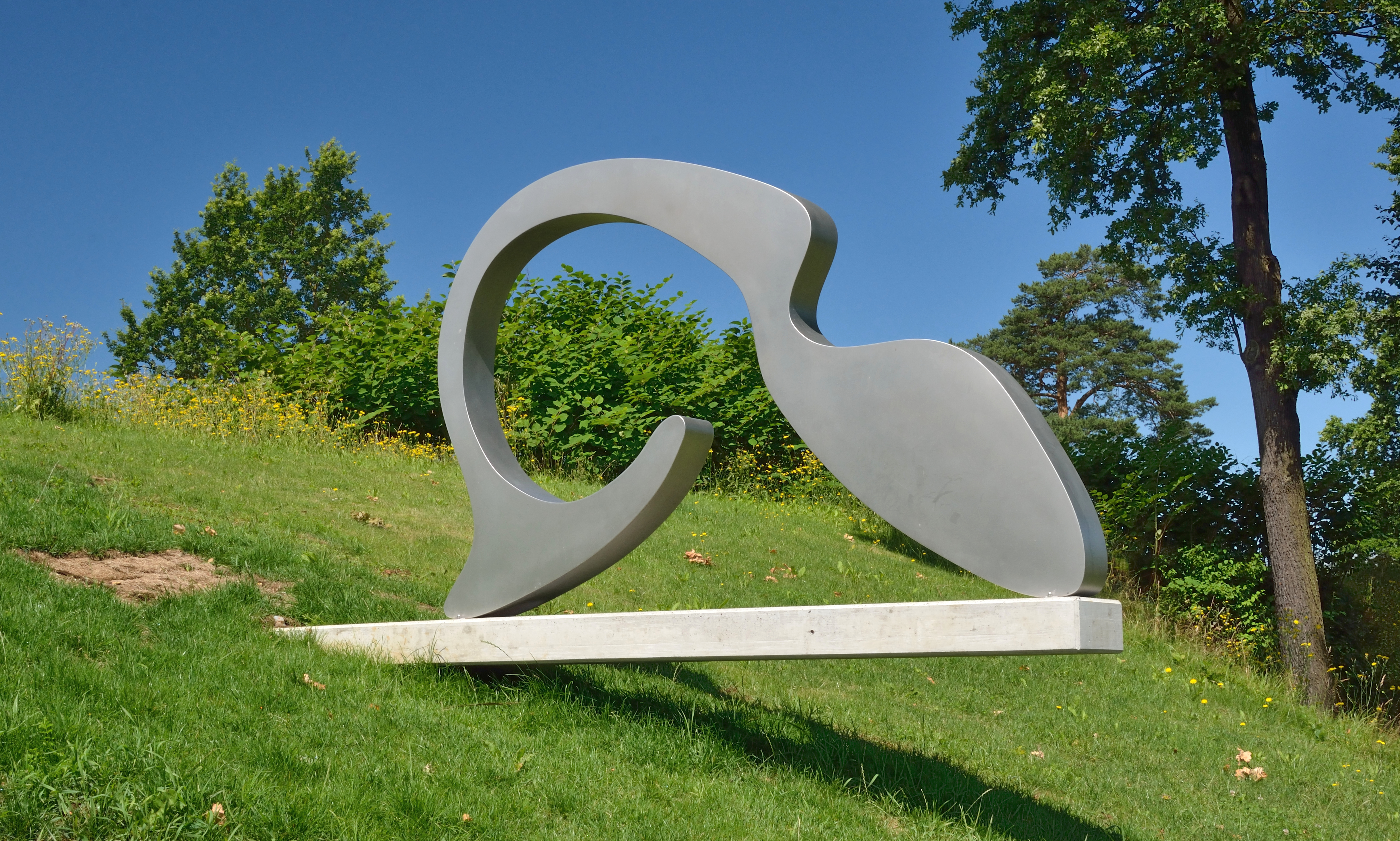
Placement (Giardini) im Skulpturenpark in Premstätten / Kalsdorf bei Graz

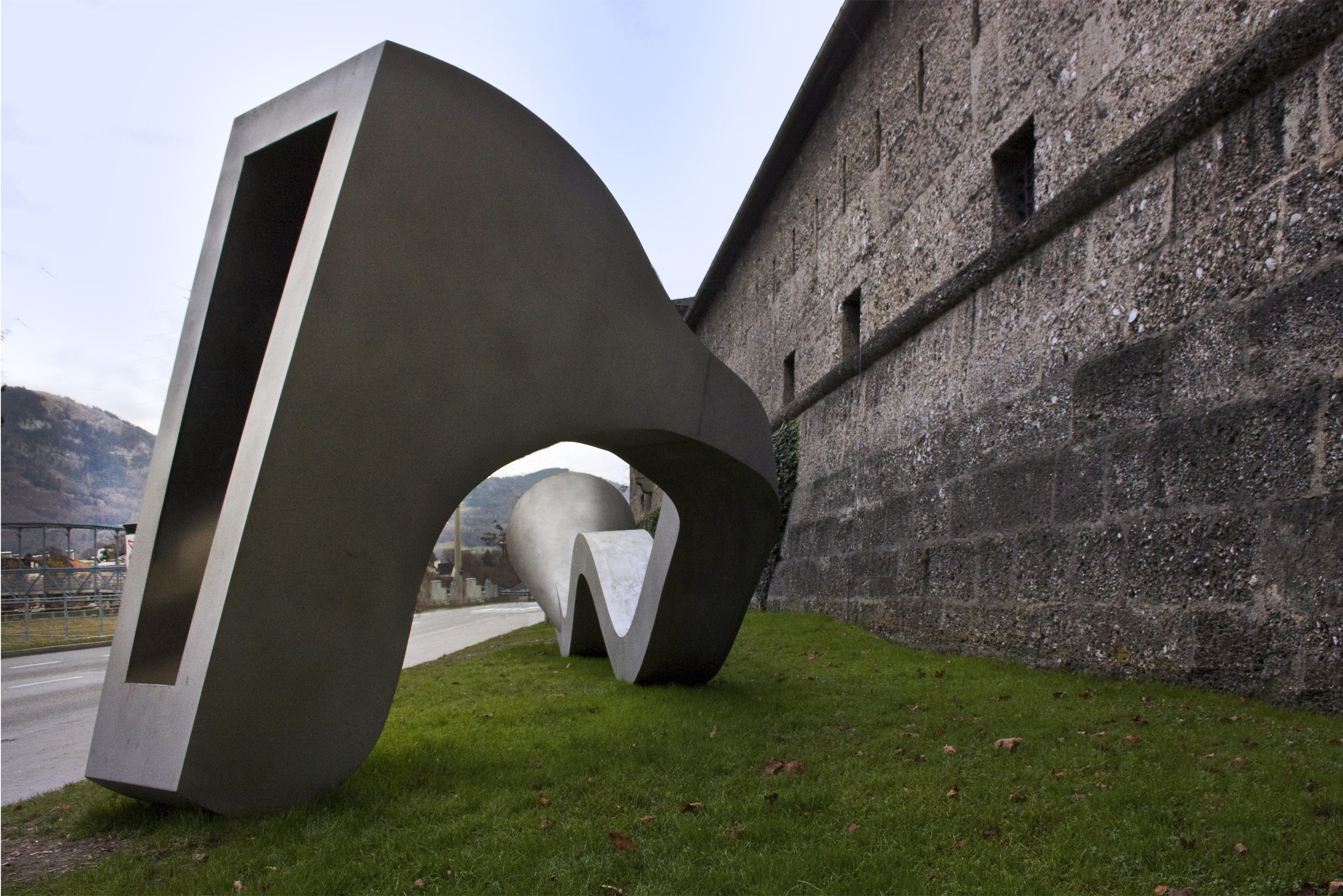
Skulptur Connection in Salzburg

Zahlreichen Gruppenausstellungen wie zum Beispiel Documenta 8, Kunsthalle Düsseldorf, Biennale Venedig, Wiener Secession, KUNSTradln in Millstatt
und Einzelausstellungen (Auswahl)
- 1983: Forum Stadtpark, Graz
- 1985: Kunsthandel Cajetan Grill, Wien
- 1986: Galerie Grita Insam, Wien
- 1987: Zabriskie Gallery, New York
- 1988: Galerie Krinzinger, Innsbruck
- 1989: Carl Bornstein Gallery, Santa Monica
  - Galerie Grita Insam, Wien
  - Feszek Galeria, Budapest
- 1990: Wiener Secession – Graphisches Kabinett, Wien
  - Neue Galerie am Landesmuseum Joanneum, Graz
- 1992: Galerie Fortlaan 17, Gent
  - Neue Galerie am Landesmuseum Joanneum, Graz
- 1993: Galerie Grita Insam, Wien
- 1994: Museum Ludwig, Budapest
- 1996: Galerie Fortlaan 17, Gent
- 1997: Museum Moderner Kunst, 20er Haus, Wien
- 2000: Halle-Galerie, Linz
- 2003/2004: Museum für angewandte Kunst (MAK), Wien: Bottomtime
- 2006: Museum Küppersmühle, Duisburg: Strömung
- 2007: Stadtgalerie Klagenfurt, Klagenfurt: Reisende
- 2012: Zeit Kunst NÖ, Dominikanerkirche Krems, Up from the Skies
  - Nexus Kunsthaus, Saalfelden, Placements + Galaxies
- 2013: Galerie in der Schmiede, Pasching
- 2016: Artbox, Museumsquartier Wien, Inhale - Exhale
- 2017: Traklhaus Fotoraum, Festung Hohensalzburg Monsters, Beauties and Galaxies
  - Skulpturen-Installation bei der Sommertage, Wien, Circulations
  - Grenzkunst-Halle, Jennersdorf, Andere Welten (mit Eva Schlegel)
- 2018 Kunstparcour Millstatt, Floss im Millstätter See und Villa am Kap
- 2018 Museum Liaunig - 10 Jahre, Museum Liaunig, Neuhaus
- 2018 Art Salzburg, Skulpturengarten Dietrichshof, Salzburg
- 2018/19 Tongues - Skulpturen und Fotoarbeiten, Smolka Contemporary, Wien
- 2019 Kunst im Parlament, Österreichisches Parlament, Wien
- 2019 Neighbourhood Report - 12 Positionen aus Niederösterreich, Vysocina Regional
- 2019 Einzelpräsentation Manfred Wakolbinger, Smolka Contempry, Art-Düsseldorf
- 2019/20 Inhalt-Exhale, Museum der bildenden Künste Leipzig
- 2020 Open Air, Schlossmuseum Linz
- 2021 L_art Galerie, Alois Mosbacher, Manfred Wakolbinger und Alexandra Ehrlich-Speiser, Salzburg

## Auszeichnungen
- Ehrenzeichen für Verdienste um das Bundesland Niederösterreich[4]